# Торе ле Ночеле (Авелино)
Торе ле Ночеле (итал. Torre le Nocelle) је насеље у Италији у округу Авелино, региону Кампанија.
Према процени из 2011. у насељу је живело 511 становника. Насеље се налази на надморској висини од 429 м.

## Становништво
Према резултатима пописа становништва 2011. у општини је живело 1.360 становника.
| 1931. | 1936. | 1951. | 1961. | 1971. | 1981. | 1991. | 2001. | 2011. |
| ----- | ----- | ----- | ----- | ----- | ----- | ----- | ----- | ----- |
| 1.989 | 2.168 | 2.199 | 1.916 | 1.356 | 1.287 | 1.310 | 1.370 | 1.360 |